# Казе Цанибелато-Рицато (Тревизо)
Казе Цанибелато-Рицато је насеље у Италији у округу Тревизо, региону Венето.
Према процени из 2011. у насељу је живело 52 становника. Насеље се налази на надморској висини од 14 м.